# 용주초등학교 (광주)
용주초등학교는 대한민국 광주광역시 북구 용봉동에 있는 공립 초등학교이다.

## 학교 연혁
- 1997.10.31 설립인가
- 1999.09.01 용주초등학교 개교(23개 학급)
- 2000.03.13 병설유치원 개원
- 2021.01.08 제21회 졸업 62명(총 3,455명 배출)
- 2021.03.01 제8대 이정심 교장 부임

## 학교 상징
- 교화 : 철쭉 - 사랑, 기쁨
- 교목 : 소나무 - 의지, 절개
- 교색 : 녹색 - 친절, 청순

## 참고 자료
- 용주초등학교 - 한국교육학술정보원 학교알리미